# 아나 라옙스카
아나 라옙스카(러시아어: Анна Лаевская, 1982년 1월 10일 키예프 - )는 우크라이나(당시에는 우크라이나 소비에트 사회주의 공화국)에서 태어난 러시아계 멕시코인 텔레비전 배우이다. 라파엘 아마야(스페인어: Rafael Amaya)는 그녀의 남자친구이다.

## 약력
우크라이나에서 러시아인가족인 이나 라스츠베타예바와 세르게이 라옙스키 사이에서 태어났다. 그녀가 9살이 되었을 때에, 멕시코로 이주했다. 그 이후로 드라마에 애착을 가졌다. 그녀는 모국어인 러시아어를 포함해서 스페인어, 영어도 유창하다.